# Pseudohecyra lutulenta
Pseudohecyra lutulenta is een keversoort uit de familie boktorren (Cerambycidae). De wetenschappelijke naam van de soort is voor het eerst geldig gepubliceerd in 1892 door Gestro.